# Sindrome callosale
La sindrome callosale o split-brain (cervello diviso) è una condizione psicofisica determinata dalla interruzione totale oppure parziale della connessione diretta tra i due emisferi cerebrali, connessione che si realizza per il tramite del corpo calloso. L'interruzione si determina per varie cause, tra cui la callosotomia. 
L'interesse della psicologia e delle neuroscienze a tale condizione, che causa fenomeni psicologici di rilevanza scientifica, ha determinato e continua a determinare la produzione di un'ampia letteratura.

## Storia
Alla fine degli anni sessanta, un gruppo di scienziati, tra cui Roger Sperry e Michael Gazzaniga, iniziarono a interessarsi ai soggetti split-brain, in quanto Sperry aveva intuito che tali pazienti potevano offrire una straordinaria opportunità di indagare più approfonditamente la specializzazione di ciascun emisfero.
In uno dei suoi primi esperimenti con soggetti split-brain, Sperry dimostrò la lateralizzazione e segregazione degli stimoli negli esseri umani.
Un soggetto split brain veniva posto di fronte a una barra orizzontale sulla quale erano installate a intervalli discreti un certo numero di lampadine, ed era invitato a osservare per tutta la durata dell’esperimento il punto centrale della barra. In tal modo, tutto ciò che accadeva nel campo visivo destro avrebbe raggiunto esclusivamente l’emisfero sinistro, e viceversa. A turno e a caso si accendeva una lampadina per 150 millisecondi, un tempo sufficiente affinché il soggetto non riuscisse a riorientare lo sguardo. Alla domanda circa a quale lato appartenesse la lampadina che era stata accesa, il soggetto rispondeva verbalmente solo quando ad essere accese erano le lampadine all'estremità destra (informazione processata dall'emisfero sinistro). Quando ad essere accese erano le lampadine all'estremità sinistra, il soggetto riferiva che nessuna lampadina era stata accesa. Ma ripetendo la domanda, stavolta invitandolo a rispondere esclusivamente indicando con la mano il lato che era stato illuminato (utilizzando la mano destra per indicare il lato destro e la mano sinistra per indicare il lato sinistro), il soggetto eseguiva correttamente il compito, utilizzando entrambe le mani per indicare con ciascuna mano i rispettivi lati. Quindi, si evidenziò che gli stimoli presentati separatamente ai due emisferi raggiungono separatamente gli stessi (lateralizzazione degli stimoli) e rimangono segregati, cioè un emisfero non conosce quale stimolo abbia raggiunto l’altro. Ma poiché l’emisfero sinistro è la sede delle aree principalmente coinvolte nell'espressione verbale, a esprimersi verbalmente era solo l’emisfero sinistro. L'emisfero destro poteva rispondere solo utilizzando il linguaggio non verbale, in questo caso il linguaggio dei gesti.